# Eyres-Moncube
Eyres-Moncube é uma comuna francesa na região administrativa da Nova Aquitânia, no departamento Landes. Estende-se por uma área de 12,19 km². Em 2010 a comuna tinha 373 habitantes (densidade: 30,6 hab./km²).